# Tondabayashi
Tondabayashi (富田林市?) è una città giapponese della prefettura di Ōsaka.